# Otrabanda
Otrabanda, auch Otrobanda, ist ein Stadtteil von Willemstad auf Curaçao. Mit dem gegenüber liegenden Punda bildet Otrabanda die Innenstadt von Willemstad.
Das Stadtviertel entstand ab dem Beginn des 18. Jahrhunderts, die Architektur trägt deutlich niederländischen Charakter. Seit 1886 gibt es eine Pontonbrücke, die Königin-Emma-Brücke in die neueren Stadtteile, seit auch 1974 die Königin-Juliana-Brücke für den Autoverkehr.
Otrabanda gilt traditionell als ärmeres Stadtviertel, besitzt aber eine reiche musikalische Tradition. Seit 1997 steht es mit Punda auf der Welterbeliste der UNESCO.
Der niederländische Unternehmer Jacob Gelt Dekker hat hier 2001 in restaurierten Altbauten das Fünfsternehotel Kurá Hulanda (Papiamentu für „Holländischer Hof“) geschaffen. Angeschlossen an das Hotel ist auch ein Kongresszentrum und das Kura Hulanda Museum, das sich mit der Geschichte der Sklaverei in Westindien befasst.